# Usselo
Usselo est un village situé dans la commune néerlandaise d'Enschede, dans la province d'Overijssel. Le 1er janvier 2008, le village comptait 280 habitants.

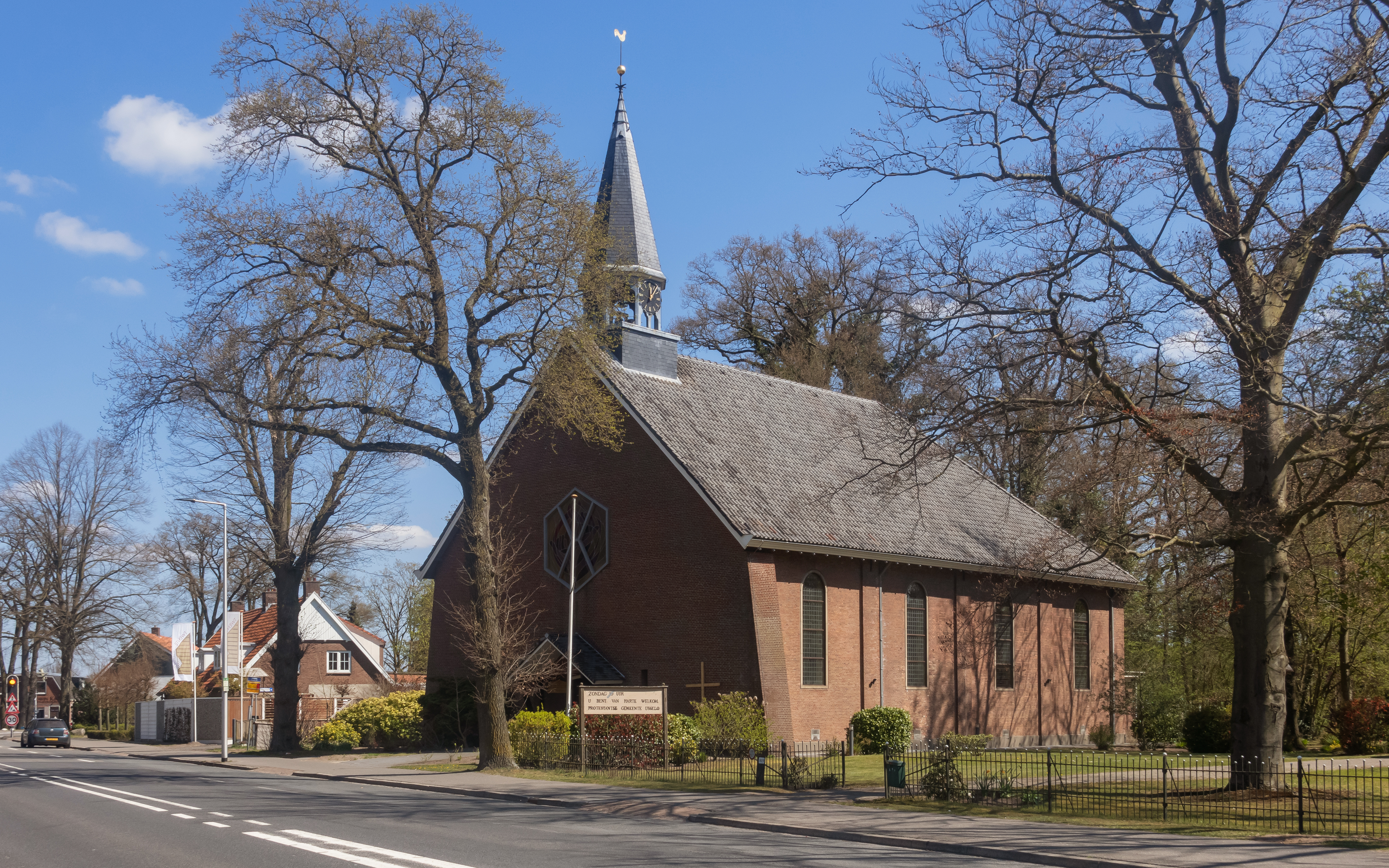
Usselo, l'église protestante

## La couche géologique d'Usselo
Usselo est le site type du "sol d'Usselo", également connu sous le nom d'"horizon d'Usselo" ou de "couche d'Usselo".
Il s'agit d'un paléosol, un sol enterré distinctif et répandu du Weichselien (Lateglaciaire), que l'on trouve dans les sédiments éoliens Lateglaciaires connus sous le nom de "sables de couverture" aux Pays-Bas, en Allemagne occidentale et au Danemark occidental. 
Ce paléosol est classé soit comme un Arenosol faiblement podzolisé, soit comme un Regosol faiblement podzolisé. 
De nombreuses dates au radiocarbone, des dates de luminescence stimulée optiquement, des analyses de pollen et des preuves archéologiques provenant d'un certain nombre de sites ont été interprétées pour montrer que le sol d'Usselo s'est formé à la suite d'une pédogenèse pendant une période de stabilité du paysage au cours de l'oscillation Allerød. 
Localement, la période de stabilité du paysage et de pédogenèse associée à la formation du sol d'Usselo s'est poursuivie jusqu'au stadion du Dryas récent. Le "sol d'Usselo" est un lit de marquage extrêmement important et très utile, utilisé par les archéologues et les géologues européens dans leurs recherches,,.
Il a été proposé que l'abondant charbon de bois que l'on trouve dans le sol d'Usselo, ainsi que dans les paléosols et les sédiments organiques latéraux contemporains à travers l'Europe, ait pu être créé par des incendies provoqués par l'impact d'un grand bolide. 
Cette conclusion est basée sur l'occurrence rapportée de prétendus indicateurs d'impact extraterrestre et sur des corrélations hypothétiques avec des lits organiques de l'âge de la culture Clovis en Amérique du Nord[5]. Cependant, de nombreux géologues et géomorphologues contestent totalement la nature contemporaine du sol d'Usselo avec les lits organiques de l'âge de Clovis en Amérique du Nord, la présence d'indicateurs d'impact en son sein, et l'origine d'impact du charbon. However, many geologists and geomorphologists wholly dispute the contemporaneous nature of the Usselo Soil with Clovis-age organic beds in North America, the presence of impact indicators within it, and the impact origin of the charcoal,,.